# شوننبرگ-کوبلبرگ
شوننبرگ-کوبلبرگ (به آلمانی: Schönenberg-Kübelberg) یک شهر در آلمان است که در Schönenberg-Kübelberg واقع شده‌است. شوننبرگ-کوبلبرگ ۵٬۷۹۰ نفر جمعیت دارد.